# Sebastián (músico)
Daniel Humberto Reyna, más conocido como Sebastián (Córdoba, 14 de agosto de 1953-Ib., 23 de marzo de 2017), fue un compositor y cantante argentino, principalmente de cuarteto. Lo apodaban «El monstruo cordobés».

## Biografía

### Carrera
En 1974 formó parte de la banda de cuarteto Chébere. Abandonó este grupo en 1975 y se trasladó a Buenos Aires, donde pasó por la banda Los Náufragos. Regresó a Córdoba en 1977, formando el grupo 'Sebastián y Los Pobres'.
En 1979 formó parte del conjunto de Carlitos Rolán, hasta que en marzo de 1981 formó su propio grupo con su primo, Raúl Ledesma. Ese año editó su primer disco, y luego en 1982 su trabajo Te dicen bandido con el que consiguió un disco de oro.
Participó de recitales junto a artistas como el dúo Pimpinela y Palito Ortega. Realizó giras musicales en todo el país, además de América y varios de sus éxitos —temas como «Movidito, movidito» y «Pollera blanca, camisa colorada»— integraron los discos que fueron premiados en su país, en Chile y en Perú. fue como invitado especial en el show despedida de Xuxa de Argentina en el estadio de Vélez Sarsfield.
En toda su carrera logró conseguir 33 discos de oro, 10 discos de platino, 1 doble platino y 1 disco de diamante. También llegó a ser nominado al Grammy Latino.

### Fallecimiento
Sebastián falleció el 23 de marzo de 2017 a las 23:15 en el Sanatorio Allende, producto de una patología maligna del colon sumado a una septicemia tras una infección a nivel de la vesícula biliar. Sus últimos días los pasó con asistencia mecánica respiratoria inducida. El director médico del hospital, Mario Sorbera, precisó que el cantante padecía cáncer de colon. Tenía 63 años.

## Discografía
A lo largo de su carrera editó más de treinta discos. Su último trabajo discográfico se tituló Lo Mejor de mi Vida, un álbum realizado completamente en vivo en el Super Deportivo de Córdoba.

### Con Chébere
1. 1974 - Cuarteto Chébere

### Con Carlitos Rolán
1. 1980 - Carlitos Rolán '80 con Sebastián
2. 1980 - Te invito a bailar

### Solista
| Año  | Álbum                                      | Temas | Sello discográfico |
| ---- | ------------------------------------------ | --- | ------------------ |
| 1981 | Sebastián para vos                         | 01. No insistas con eso, no 02. Vamos a bailar 03. Vivo soñando y espero 04. Te haré bailar 05. Suave como la brisa 06. Tu cara de niña hermosa 07. Siempre tú me mientes 08. Te doy mil besos 09. Quiero sentir tu calor 10. Tus besos no puedo borrar | RCA                |
| 1982 | El bandido                                 | 01. Te dicen el bandido 02. No debemos olvidar 03. Ven, ven ya 04. Mira lo que ha quedado 05. Tu amor no me deja dormir 06. Todos juntos a bailar 07. Quítame este amor 08. Eras mía y te burlaste 09. Tras la reja del parque 10. Dime adónde iré | RCA                |
| 1983 | En cuerpo y alma                           | 01. Dicen que soy un pirata 02. Me entrego… en cuerpo y alma 03. Dice que soy un león 04. Quédate hasta el amanecer 05. Por Dios, no me la nombren 06. Ámame como lo haces en mis sueños 07. Paren a esa chica 08. Si te gusta a ti, también me gusta a mí 09. Tú sabes que todo es verdad 10. Dime si esta carta es mentira                                         | RCA                |
| 1984 | Un hombre de suerte                        | 01. Es la hora de bailar 02. Todos me dicen gitano 03. Detrás de una mirada 04. Niña, de nada te sirve llorar 05. Que yo te amo, señora 06. Un hombre de suerte 07. Si te arrepientes 08. Qué mala idea 09. Se te nota, estás cambiada 10. Romance transitorio | RCA                |
| 1984 | Baila con él                               | 01. Vengan… vengan… miren 02. Sonrisas para los niños 03. Me dicen rompecorazones 04. Cuánto me haces falta 05. Todo se murió contigo 06. Tú, mi razón 07. Baila con él 08. Uno solo no es amor 09. Porque sabes que te quiero 10. O te quedas aquí 11. Un abismo nos separa 12. Esto debe terminar                                                                  | RCA                |
| 1985 | Como siempre                               | 01. Tengo mujer 02. Tengo ganas de tenerte 03. El amor, un sube y baja 04. Tú quebraste mi vida 05. A mi modo 06. Mátate, será mía 07. Ve y díselo 08. Mi Córdoba linda 09. Ella es 10. Tres minutos de amor | RCA                |
| 1986 | Felicidades                                | 01. Te enseñaré a que me quieras 02. Me engañabas 03. Siénteme así 04. Sos una espina 05. Le voy a decir 06. El sol de tu cuerpo 07. Todo un tiempo de amor 08. La fe te ayuda día a día 09. Yo te entiendo mejor 10. Tú nunca has sentido nada 11. Chiquilina el amor te llegará 12. Buena y amante                                                                 | RCA                |
| 1986 | Con todos                                  | 01. No creo nada de ti 02. El rayo del amor 03. Y ahora sufres 04. Mirando esa foto 05. No quieres competir 06. El duelo 07. A quien puedo besar 08. Tú eres muy tímida 09. Penas en mi alma 10. Mírala bien, mírala 11. Te amé y no sabes cuánto 12. Y ahora la felicidad                                                                                           | RCA                |
| 1987 | Avanza                                     | 01. No te quedes y avanza 02. Soy tu prisionero de amor 03. No pasará 04. Yo me enamoré 05. Dame el amor 06. Morena, el fuego en tus venas 07. Sos una reina 08. Baila, marimba 09. Lo que deja el amor 10. Presumida | RCA                |
| 1988 | La voz                                     | 01. Las mentiras de la reina 02. Has herido mi corazón 03. Suave, suave mujer 04. Se siente bella 05. Tu amor curó mis heridas 06. Atiéndeme 07. Oba, oba 08. Siempre fuiste pecadora 09. Suena la orquesta 10. Y es como digo yo 11. Qué lindo es el baion 12. Es la muchachada                                                                                     | RCA                |
| 1988 | Todo el año                                | 01. Ese es el bongo bongo 02. Falsa como beso de suegra 03. Porque yo estoy 04. Estoy sin ti 05. Otra vez a tu lado 06. Todo el año 07. Corazón no me digas que son celos 08. Te quiero, mujer 09. Está pasando el tiempo 10. Y serás mía | RCA                |
| 1989 | Al rojo vivo                               | 01. Ilarie 02. Pollera blanca, camisa colorada 03. Se cae de maduro 04. Contigo en la playa 05. Voy a ponerme de pie 06. No paro de cantar 07. Cantando va 08. Locutor y picaflor 09. Mira, mi gente baila 10. No puedes vivir sola 11. ¿Dónde estás, guajira? | RCA                |
| 1990 | Un grande                                  | 01. Movidito, movidito 02. Agüita mineral 03. Atrevida mujer 04. Cantemos todos marea 05. ¡Qué lindo bamboleas! 06. La lluvia mojó 07. En un cuarto de hotel 08. Volverás a mi cama 09. ¿Quién de los dos? 10. Dame tu mano, toma la mía 11. Yo seré tu amor 12. La última copa                                                                                      | RCA                |
| 1991 | Como los dioses                            | 01. Ritmo picadito 02. Vamos a la ronda 03. Abra cadabra pata de cabra 04. Trampa, trampa 05. Amaré una ilusión 06. Mujer, eres mi pan 07. Besito, besito 08. Arro, arro caliente 09. La radio chiquibumba 10. Cosita rica 11. Veneno dulce 12. Busco amor | RCA                |
| 1991 | Viva la vida                               | 01. Mesita de noche 02. No soy de piedra 03. Convénceme 04. Peligrosamente suave 05. Si no te sirvo, mátame 06. Porque paro, paro porque 07. Muévete, muévete 08. La banda incontrolable 09. No te rías de mi amor 10. Qué noche me diste 11. Bella caribeña 12. Mi soledad                                                                                          | RCA                |
| 1992 | Un sentimiento                             | 01. Cómo, dónde y cuándo 02. Ay, qué sorpresita! 03. Bugalu – bugae 04. Tus ojos azules 05. A mover lo que se pueda 06. Buscando un amor 07. Señor tropical 08. Cuatro motivos para amar 09. La receta del amor 10. Alguna vez 11. Solo palabras 12. Apártate de ella 13. Madre                                                                                      | RCA                |
| 1993 | El baile del año                           | 01. El reventón 02. Fácil de cantar 03. La cosita 04. No la pueden parar 05. Por tu culpa 06. Fragmento de puerto montt 07. Solo excusas 08. Voy a buscar a mi negra 09. El oso 10. Milonga sentimental 11. Cuatro colores del amor 12. Confesiones de un tímido amor                                                                                                | RCA                |
| 1994 | Luz, cámara, acción                        | 01. Furia tropical 02. Con un poquito de miel 03. Casi, casi 04. Una noche más contigo 05. Ven a mí 06. Reina mía 07. Prisionero 08. Luz, cámara, acción 09. Tu cariño se me va 10. Que se venga la noche 11. Velocidad 12. Déjenla cantar, déjenla bailar 13. Fiebre de amor 14. Un día más                                                                         | RCA                |
| 1995 | Arriba los corazones                       | 01. Arriba los corazones 02. Tic-Tac. 03. Un sábado más 04. Frente a frente 05. ¡Qué linda pollera! 06. Excitante 07. Yo cantaré, tú bailarás 08. Que levante una mano 09. Una manera de decir 10. Esa morena 11. Enojadita 12. El querendón 13. A llorar a otro lado 14. Tu lagrimita                                                                               | RCA                |
| 1996 | Lluvia de estrellas                        | 01. De tu boca, de mi boca, de tu boquita 02. Sigue buscando 03. Eo-Eo 04. De la noche a la mañana 05. Yerbabuena 06. Paloma 07. Me vuelvo loco-co! 08. Sí, sí, señores 09. Que mueve… que mueve 10. Que te vas… que te vas 11. La conocí bailando 12. Se armó la fiesta! 13. Tu, To y el amor 14. Vuela, adolescencia 15. Sin ti                                    | RCA                |
| 1997 | Lo que se viene                            | 01. Se llamará alegría 02. Corazón festivalero 03. Lo que se viene 04. Volver contigo 05. Golpea, golpea 06. Porque yo te quiero 07. Amor a la cordobesa 08. Ping pong 09. Doce de la noche 10. No te creo 11. Sigamos pecando/Murió la flor | RCA                |
| 1998 | Vuelve el monstruo                         | 01. Cariñito… no pares de bailar 02. Nena, nena 03. Todos bailan conga/Morochita de pelito largo 04. Oye, compadrito/Yo te quiero pa’bailar/La reina de la parranda 05. Muchachita 06. Hay una chica en mi camino 07. Torero (a dúo con Antonio Ríos) 08. Algo cruza por tu mente 09. Dímelo tú 10. Cuerpo sin alma 11. Y volaré 12. Teléfono ocupado                | Leader Music       |
| 1999 | Mi mejor momento (junto a su hijo Germain) | 01. Baila este pasito 02. Vení, vení a bailar 03. Dame tu amor 04. Ella me robó el amor 05. Quiero tenerte toda 06. Enganchados (qué cosita más bonita/sufriendo tu ausencia) 07. Quiero dormir cansado 08. La toqué en el hombro 09. La mujer es así 10. Si te vas 11. Lo que haría yo por ti 12. Así fue                                                           | Leader Music       |
| 2000 | Con la pasión intacta                      | 01. El baile de la manito 02. ¡Que siga el baile! 03. Enganchados: Esto es lo que se baila/Fin de semana 04. Muévela, súbela, bájala 05. Tomando una cervecita 06. Cómo hacer para olvidarte 07. Noche para amar 08. Sueño contigo 09. Procuro olvidarte 10. Y, ¿cómo es él? 11. Nuestro idioma Bonus track: 12. Ese es el bongo bongo 13. Falsa como beso de suegra | Leader Music       |
| 2001 | En positivo                                | 01. Una más… ¡y no jodemos más! 02. Se menea, y se menea 03. Tu caramelito 04. Lo mejor de ti 05. Dame tu cariño 06. ¡Y dale, dale! 07. Sin tu amor 08. Hasta que te conocí 09. Tú… tú me engañaste 10. Enséñame 11. Te amo | Leader Music       |
| 2010 | Condenado al éxito                         | 01. Presentación 02. Qué buena suerte, qué divino 03. Tú y yo 04. El día que puedas 05. Mira cómo es la vida 06. Pachanguero 07. La negra Luisa 08. Enamorado de ti 09. Bajo la lluvia 10. La nave del olvido 11. Penumbras (homenaje a Sandro) 12. O me voy o me quedo…                                                                                             |                    |

| Año  | Álbum                                                                                             | Temas | Sello   |
| ---- | ------------------------------------------------------------------------------------------------- | --- | ------- |
| 1996 | Los Exagerados (compilación de todas las participaciones que tuvo en los álbumes «Exageradísimo») | 01. Me das pena 02. Amor de telenovela 03. Largas horas 04. Cúrame este amor 05. Exageradísimo 06. Qué lindas son las mujeres 07. Entre dos amores 08. Mujer de fotonovela 09. Qué conga 10. Llorando por los rincones 11. Señora salsa 12. Brillante |         |
| 1996 | Oro puro                                                                                          | |         |
| 1998 | Serie 20 éxitos                                                                                   | |         |
| 1998 | SebaMix                                                                                           | |         |
| 2002 | Antología                                                                                         | |         |
| 2003 | Inolvidables RCA                                                                                  | | RCA     |
| 2015 | Lo Mejor de mi Vida                                                                               | | Magenta |